# لاله عباسی

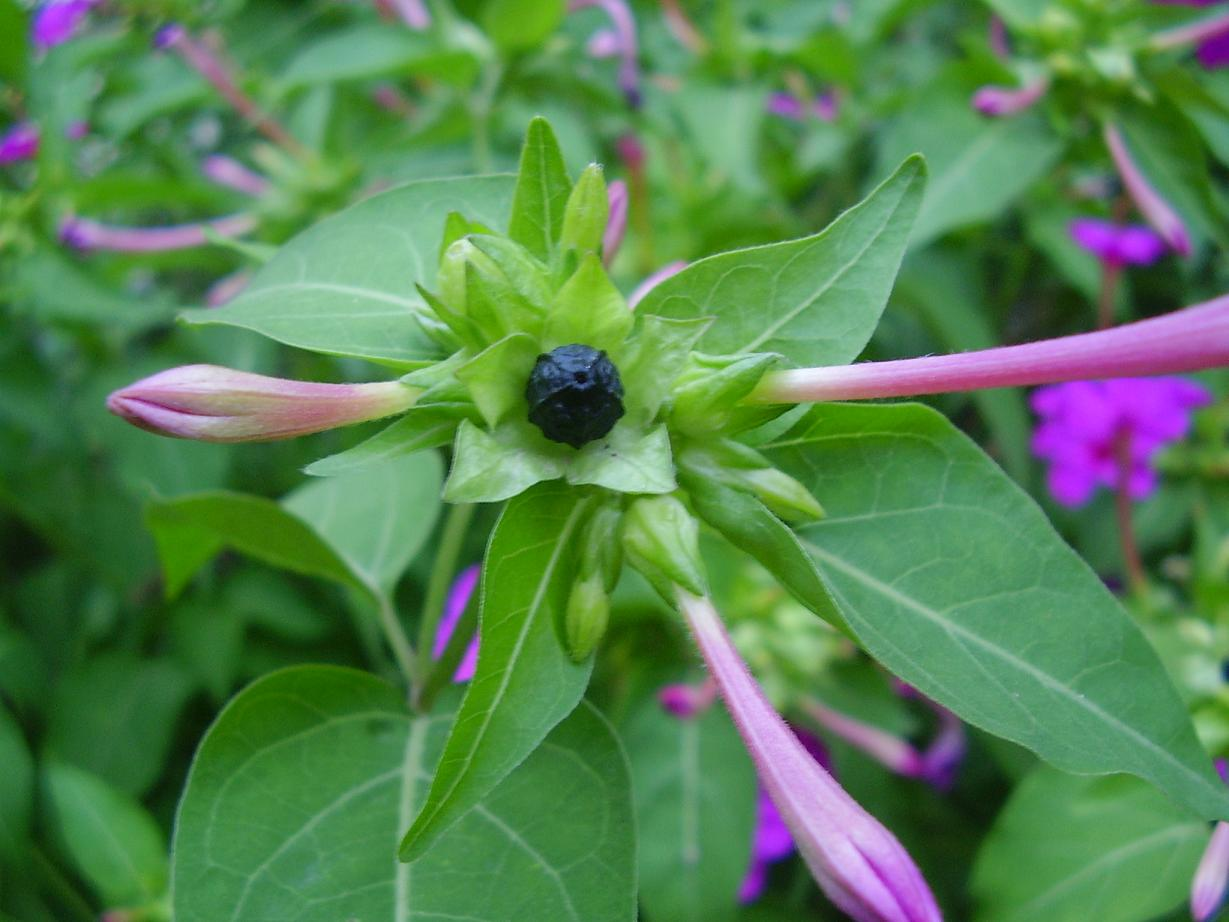
لاله عباسی

لاله عباسی (نام علمی: Mirabilis jalapa)، (به انگلیسی: Marvel of Peru) رایج‌ترین گونهٔ تزیینی سرده لاله عباسی است. گفته می‌شود لاله عباسی برای نخستین بار در سال ۱۵۴۰ از کوه‌های آند پرو صادر شده است.
یکی از جنبه‌های جالب این گیاه تغییر رنگ گل‌های آن است. گاهی گل‌هایی با رنگ‌های متفاوت بر روی یک گیاه دیده می‌شوند. گل‌ها عصر هنگام شکوفا شده و عطر خوش‌بویی تولید می‌کنند و در رنگ‌های قرمز، صورتی، سفید و زرد قابل مشاهده می‌باشد. گل‌ها پنج گلبرگ به هم پیوسته، برگ‌ها سبز و بدون کرک، حاشیه برگ‌ها کاملاً صاف و دارای ریشه غده‌ای می‌باشد و در مناطقی که در فصل زمستان یخبندان نباشد به صورت گیاهی چند ساله باقی می‌ماند.

## مشخصات سیستماتیک
برگ: برگهای گیاه سبزوبدون کرک وحاشیه برگ‌ها صاف می‌باشد به صورت متقابل، بندرت متناوب، نوک تیز و به طول ۱۰–۵ سانتیمتر می‌باشد.
ساقه: گیاهی چند ساله علفی یا بوته‌های چوبی، با ساقه منشعب و بالارونده
ریشه:گوشتی وبصورت غده ای، ژوخه ای بوده ومحافظت می‌شود.
گل آذین: گل آذین خوشه مرکب یا دیهیم در محور برگها تشکیل می‌شوند. گلهای آن معطر و ۵ لبه به قطر ۲٫۵ تا ۵ سانتی‌متر بوده. و در رنگهای قرمز، زرد، سفید، صورتی و به صورت یک رنگ یا چند رنگ مشاهده می‌شوند.
میوه: میوه منحصربه‌فردی به نام گل میوه و دانه‌های گرده خیلی بزرگی (بزرگتر از ۱۰۰ میکرون) دارند.
پراکندگی در جهان: در اروپا، شمال و غرب آسیا، شمال آفریقاو جنوب آمریکا
پراکندگی در ایران : در اکثر مناطق ایران رویش دارد.

## موارد استفاده
از گل‌های لاله عباسی در رنگ‌آمیزی مواد غذایی استفاده می‌شود. برگ‌های آن نیز خوراکی است ولی فقط در مواقع اضطراری توصیه می‌شود. دانه‌های این گیاه سمی است. از این گیاه برای زدودن آلودگی به فلزات سنگین استفاده شده است
.